# Kakinatha, Kolar
Kakinatha là một làng thuộc tehsil Kolar, huyện Kolar, bang Karnataka, Ấn Độ.